# Boccardiella truncata
Boccardiella truncata är en ringmaskart som först beskrevs av Hartman 1936.  Boccardiella truncata ingår i släktet Boccardiella och familjen Spionidae. Inga underarter finns listade i Catalogue of Life.